# 권단
권단(權㫜, 1228년~1311년 12월 1일)은 고려 후기의 문신으로, 자는 회지(晦之), 호는 몽암(夢菴), 본관은 안동이다. 

## 생애
권위(權韙)의 아들이다. 장단현위(長湍縣尉)로 벼슬을 시작해 인주판관(仁州判官), 북면도감판관(北面都監判官)을 거쳤다.
이후 속세를 등지고 불문에 들어가려고 했으나, 아버지 권위(權韙)의 강한 만류로 1254년(고종 41) 문하녹사(門下錄事)로 부임했다.
같은 해 6월 류경(柳璥)의 권유로 문과에 응시했다가 급제했으며, 윤6월 권지합문지후(權知閤門祗候)로 옮겼다.
이후 예주(禮州)·승주(昇州)·맹주(孟州)·개주(价州) 등 네 주의 부사(副使)를 거쳐 동경유수(東京留守)로 부임했는데, 이때 능라(綾羅)를 거두들이고 저장하는 창고인 갑방(甲坊)을 철폐하고 1년 동안의 공물을 3년 동안 나누어 지출했으며, 사호(司戶) 중 백성의 조세를 도적질하는 자가 있으면 뜰에서 그 자의 머리통을 부숴버렸다.
1270년(원종 11) 전라도안찰사(全羅道按察使)로 재직 중 삼별초(三別抄)가 제주(濟州)에 침입하자 영광부사(靈光副使) 김수(金須)와 장군(將軍) 고여림(高汝霖)을 차례로 보냈으나, 제주는 끝내 함락되었다.
1272년(원종 13) 중서사인(中書舍人)으로서 원에 하정사(賀正使)로 갔다가 돌아왔으며, 1278년(충렬왕 4) 국자좨주(國子祭酒)·좌사의대부(左司議大夫)로서 전라도계점사(全羅道計點使)로 나갔다.
이듬해 진주목부사(晉州牧副使) 최참(崔旵)과 함께 파직되었는데, 이보다 앞서 경상도안렴사(慶尙道按廉使)로 부임했을 때 백성을 위해 능라의 값을 깎은 것 때문이었다.
이후 복직되어 판위위시사(判衛尉寺事)로 옮겼으며, 1284년(충렬왕 10) 문과를 주관했는데, 조선열(趙宣烈)·최성지(崔誠之)·채홍철(蔡洪哲)·권한공(權漢功)·김원상(金元祥)·백이정(白頤正) 등 36명에게 급제를 하사했다.
오랫동안 승진하지 못하다가 1287년(충렬왕 13) 8월 좌부승지(左副承旨), 12월 밀직학사(密直學士)·판도판서(版圖判書)·문한학사승지(文翰學士承旨), 이듬해 전리판서(典理判書)를 거쳐 1289년(충렬왕 15) 지첨의부사(知僉議府事)·보문각대학사(寶文閣大學士)·동수국사(同修國史)로 치사했다.
1294년(충렬왕 20) 도첨의시랑찬성사(都僉議侍郞贊成事)·집현전대학사(集賢殿大學士)·수국사(修國史)·판판도사사(判版啚司事)로 다시 치사했으며, 1301년(충렬왕 27) 수문전대사학(修文殿大司)·판군부사사(判軍簿司事)에 제수되었다.
말년에 중국 강남(江南)의 승려 소경(紹瓊)이 바다를 건너 고려로 오자 선흥사(禪興社)의 승려가 되었으며, 1311년(충선왕 3) 향년 84세로 졸했다.
이듬해 도첨의정승(都僉議政丞)·판선부사(判選部事)에 추증되고 특별히 문청(文淸)이라는 시호를 받았다.

## 가족 관계
- 증조 - 권중시(權仲時)[1] : 증(贈) 호부상서(戶部尙書)
  - 조부 - 권수평(權守平, ? ~ 1250년) : 추밀원부사(樞密院副使), 증 좌복야(左僕射)·상장군(上將軍)
    - 아버지 - 권위(權韙) : 판태복시사(判大僕寺事)· 한림학사(翰林學士)·충사관수찬관(充史館修撰官)·지제고(知制誥)
    - 어머니 - 잡직서령(雜織署令) 이영(李榮)의 딸[1]
      - 동생 - 권인기(權仁紀)[6] : 소윤(少尹)
      - 동생 - 권영운(權英運)[6]
      - 동생 - 권방기(權方紀)[6]
      - 동생 - 권지기(權之紀)[6]
      - 부인 - 우간의대부(右諫議大夫)·동궁시독학사(東宮侍讀學士)·지제고 노연(盧演)의 딸[1]
        - 외아들 - 권부(權溥, 1262년 ~ 1346년) : 영가부원군(永嘉府院君), 문정공(文正公)